# قمشانة (مقاطعة فامنين)
قمشانة (بالفارسية: قمشانه) هي قرية تقع في قسم بيشخور الريفي (مقاطعة فامنين) في إيران. يقدر عدد سكانها بـ 363 نسمة بحسب إحصاء 2016.